# Mario Stecher
Mario Stecher (* 17. Juli 1977 in Eisenerz) ist ein ehemaliger österreichischer Nordischer Kombinierer.

## Leben
Stecher startete für den WSV Eisenerz und war von 1991 bis 2015 im ÖSV-Team. Er ist unter den Kombinierern als ein starker Springer bekannt. Im Nachwuchsbereich gewann er bei den Juniorenweltmeisterschaften 1994 in Breitenwang Gold im Einzel und Bronze mit der Mannschaft. Bei den Juniorenweltmeisterschaften 1995 im schwedischen Gällivare konnte er mit der österreichischen Mannschaft Weltmeister werden und gewann Silber im Einzel.
Am 4. Dezember 1993 gab Stecher sein Debüt im Weltcup und belegte den 7. Rang. Gleich bei seinem zweiten Rennen feierte er seinen ersten von bisher zwölf Weltcupsiegen und war damit 1994 mit 16 Jahren der jüngste Sieger am legendären Holmenkollen.
Stecher nahm an sechs Olympischen Spielen teil, 1994 in Lillehammer, 1998 in Nagano (4. Platz Mannschaft, 8. Platz Einzel), 2002 in Salt Lake City (Bronze mit der Mannschaft, 6. Platz im Einzel), in Turin 2006 (Gold mit der Mannschaft) und in Vancouver 2010 (Gold mit der Mannschaft). Beim Staffelbewerb in Turin 2006 war Stecher der Schlussläufer Österreichs. Es gelang ihm, den führenden Deutschen Jens Gaiser – der zwar ein guter Springer, aber schwächer in der Loipe war – noch abzufangen. In Vancouver 2010 gelang es Mario Stecher wieder als Schlussläufer den Titel von Turin erfolgreich zu verteidigen. Bei den Nordischen Skiweltmeisterschaften 2011 in Oslo gewann Stecher mit der Mannschaft sowohl von der Normal- als auch von der Großschanze die Goldmedaille. In beiden Bewerben ging er wieder als Schlussläufer in die Loipe und lieferte sich einen Zielsprint gegen den deutschen Tino Edelmann. Beide Male setzte sich Stecher um wenige Zentimeter durch. Bei den Olympischen Winterspielen 2014 in Sotschi, bei denen er als Fahnenträger das österreichische Team anführte, gewann er im Teambewerb die Bronzemedaille. Am 27. Februar 2015 gab Mario Stecher im Rahmen der nordischen Skiweltmeisterschaften in Falun, für die er nicht im ÖSV-Kader berücksichtigt wurde, sein Karriereende bekannt.
2015 veröffentlichte Mario Stecher das Buch Ausdauernd erfolgreich.
Am 3. April 2018 wurde bekanntgegeben, dass Stecher künftig als Nachfolger von Ernst Vettori als sportlicher Leiter für Skispringen und Nordische Kombination des ÖSV tätig sein wird. Ab Mai 2024 soll er als Sportdirektor für alle Sparten des ÖSV tätig sein.
Seit 7. Juni 2008 ist Stecher mit der ehemaligen Skirennläuferin Carina Raich verheiratet. Sie haben zwei gemeinsame Söhne.

## Sportliche Erfolge

### Olympische Spiele
|                     | Disziplin     | Platz |
| Lillehammer 1994    | Team          | 9.    |
|                     | Gundersen     | 27.   |
| Nagano 1998         | Team          | 4.    |
|                     | Gundersen     | 8.    |
| Salt Lake City 2002 | Team          | 3.    |
|                     | Gundersen     | 6.    |
|                     | Sprint        | 11.   |
| Turin 2006          | Team          | 1.    |
|                     | Sprint        | 14.   |
|                     | Gundersen     | 19.   |
| Vancouver 2010      | Normalschanze | 5.    |
|                     | Team          | 1.    |
| Sotschi 2014        | Team          | 3.    |
|                     | Normalschanze | 18.   |
|                     | Großschanze   | 19.   |

### Weltmeisterschaften
- Thunder Bay 1995: 5. Team NH
- Trondheim 1997: 3. Team NH
- Ramsau 1999: 25. Gundersen, 7. Team NH, 2. Sprint
- Lahti 2001: 2. Team NH
- Oberstdorf 2005: 25. Gundersen, 17. Sprint
- Sapporo 2007: 12. Sprint, 4. Team LH, 18. Gundersen
- Liberec 2009: 22. Massenstart, 10. Gundersen NH, 5. Team LH, 17. Gundersen LH
- Oslo 2011: 29. Gundersen NH, 1. Team NH, 10. Gundersen LH, 1. Team LH
- Val di Fiemme 2013: 2. Gundersen NH

### Weltcup
- 43 Podestplatzierungen, davon 12 Siege:

| Nr. | Datum             | Ort               | Land               | Disziplin |
| --- | ----------------- | ----------------- | ------------------ | --------- |
| 1   | 15. Jänner 1994   | Oslo              | Norwegen           | Gundersen |
| 2   | 18. Februar 1996  | Murau             | Österreich         | Gundersen |
| 3   | 29. Dezember 1996 | Oberwiesenthal    | Deutschland        | Sprint    |
| 4   | 18. Jänner 1997   | St. Moritz        | Schweiz            | Gundersen |
| 5   | 1. Februar 1997   | Hakuba            | Japan              | Gundersen |
| 6   | 13. Dezember 1997 | Steamboat Springs | Vereinigte Staaten | Gundersen |
| 7   | 10. März 1998     | Falun             | Schweden           | Sprint    |
| 8   | 27. November 2005 | Kuusamo           | Finnland           | Sprint    |
| 9   | 7. Februar 2009   | Seefeld           | Österreich         | Gundersen |
| 10  | 31. Jänner 2010   | Seefeld           | Österreich         | Gundersen |
| 11  | 18. Dezember 2010 | Ramsau            | Österreich         | Gundersen |
| 12  | 19. Dezember 2010 | Ramsau            | Österreich         | Gundersen |

- 1. Rang Juniorenweltmeisterschaften 1994
- 4 Siege beim Sommer-GP
- 13-facher Österreichischer Meister

## Auszeichnungen (Auszug)
- 2001: Silbernes Ehrenzeichen für Verdienste um die Republik Österreich[7]
- 2006: Goldenes Ehrenzeichen für Verdienste um die Republik Österreich[7]
- Goldenes Ehrenzeichen des Landes Steiermark[8]